# Johannes Gessner

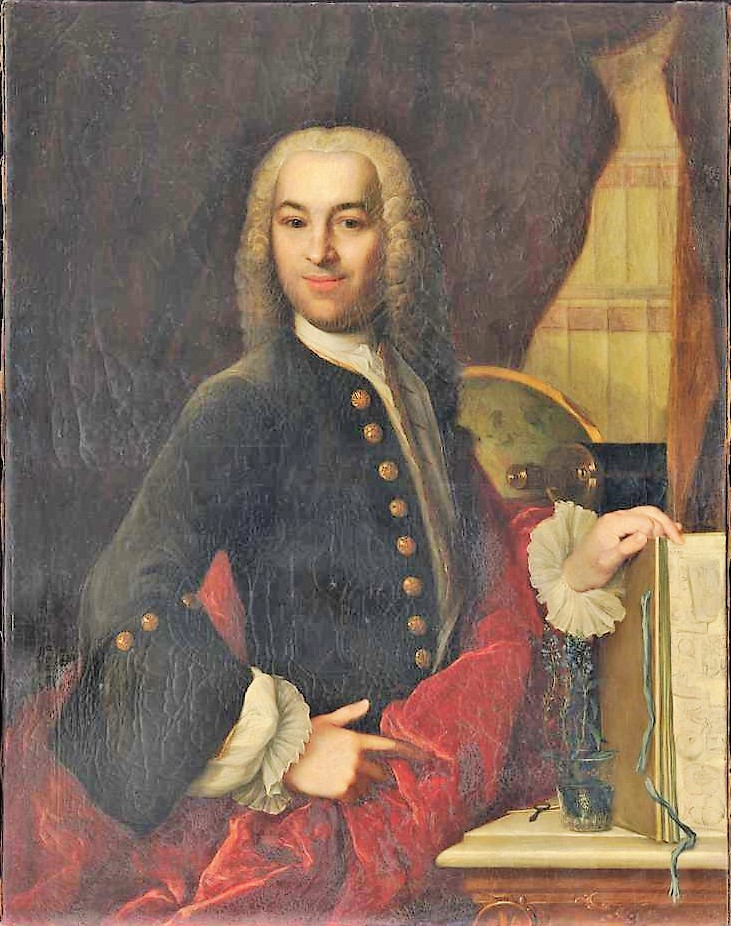
Johannes Gessner, Porträt von Johann Rudolf Dälliker (1694–1769), um 1749

Johannes Gessner (auch Gesner oder Geßner, * 18. März 1709 in Zürich; † 6. Mai 1790 ebenda) war ein Schweizer Naturforscher. Sein offizielles botanisches Autorenkürzel lautet „Gessner“.

## Leben und Wirken
Gessner ist ein Sohn von Christoph Gessner (1674–1742), Pfarrer an der Kirche Zum Kreuz, und dessen Frau Esther Maagin, eine Tochter von Melchior Maag (1638–1689). Gessner erhielt seine schulische Ausbildung am Collegium Carolinum. Nach dem Besuch der Lateinschule, wechselte er 1721 auf das „Collegium humanitatis“ und 1723 auf das „Collegium publicum“. Dort wurde er von Johannes von Muralt und Johann Jakob Scheuchzer unterrichtet. 1726 begann Gessner in Basel Medizin zu studieren. Im Herbst setzte er sein Studium an der Universität Leiden fort, wo Herman Boerhaave und Bernhard Siegfried Albinus zu seinen Lehrern gehörten. Dort begegnete er Albrecht von Haller, mit dem er lebenslang verbunden war. Gemeinsam hielten sich beide zu weiteren Studien in Paris auf. Dort wurden sie unter anderem von Antoine de Jussieu und Jacob Winslow unterrichtet. Ab 1728 studierte Gessner in Basel bei Johann Bernoulli Mathematik. 1730 erwarb er dort den akademischen Grad eines Doktors der Medizin. Gessner kehrte nach Zürich zurück und eröffnete eine Arztpraxis. 1733 wurde er als Professor für Mathematik ans Collegium Carolinum berufen. Nach dem Tod von Johannes Scheuchzer im Jahr 1738 folgte er diesem im Amt.
1746 gründete Gessner in Zürich die Physicalische Societät. Er war auswärtiges Mitglied zahlreicher Akademien, darunter der Akademie der Wissenschaften zu Göttingen, der Preußischen Akademie der Wissenschaften, der Königlichen Gesellschaft der Wissenschaften in Uppsala, der Königlich Schwedischen Akademie der Wissenschaften und der Russischen Akademie der Wissenschaften in Sankt Petersburg (seit 1764 Ehrenmitglied). Am 4. September 1746 wurde Johannes Gessner mit dem akademischen Beinamen Acarnan II. als Mitglied (Matrikel-Nr. 547) in die Leopoldina aufgenommen. Um 1760 holte er Johann Rudolf Schellenberg von Winterthur zu sich nach Zürich, damit dieser naturhistorische Werke mit Tierzeichnungen illustrieren konnte.

## Schriften (Auswahl)
- De exhalationum natura, causis et effectibus. Basel 1729 (Digitalisat).
- Phytographiae sacrae. Zürich 1759–1773.
  - Phytographiae sacrae generalis. Zürich 1759 (Digitalisat).
  - Pars practica. Zürich 1760–1767 (Digitalisat).
    - Pars practica prior. Zürich 1760.
    - Pars practica altera. Zürich 1762.
    - Pars practica tertia. Zürich 1763.
    - Pars practica quarta. Zürich 1764.
    - Pars practica quinta. Zürich 1765.
    - Pars practica sexta. Zürich 1766.
    - Pars practica septima. Zürich 1767.

  - Phytographiae sacrae specialis. Zürich 1768–1773 (Digitalisat).
    - Pars prima. Zürich 1768.
    - Pars altera. Zürich 1769.
    - Pars tertia. Zürich 1773.
- Tabulae phytographicae, analysin generum plantarum exhibentes. 2 Bände, Johann Heinrich Füssli, Zürich 1795–1804 (Digitalisat) – herausgegeben von Christoph Salomon Schinz (1764–1847).